# Qırmızı Șəfəq
Qırmızı Șəfəq (română Gârmâzî Șefeg) este un sat în municipiul Yenikənd din raionul Naftchala din Azerbaidjan.